# Edward McMillan-Scott
Edward Hugh Christian McMillan-Scott (ur. 15 sierpnia 1949 w Cambridge) – brytyjski polityk, poseł do Parlamentu Europejskiego II, III, IV, V, VI i VII kadencji.

## Życiorys
Syn Waltera i Elisabeth. Ukończył prywatną szkołę dominikanów. W 1967 wstąpił do Partii Konserwatywnej. Odpowiedzialny był później za organizowanie podróży w firmach amerykańskich, a w 1977 został doradcą parlamentarnym i politycznym w Londynie. W 1983 założył w własną firmę doradczą zajmującą się public relations.
W 1984 po raz pierwszy uzyskał mandat eurodeputowanego. Do 1994 reprezentował okręg York, a w latach 1994–1999 North Yorkshire. Od 1999 wybierany był w okręgu Yorkshire and the Humber. Od września 1998 do grudnia 2001 pełnił funkcję szefa delegacji Partii Konserwatywnej w Parlamencie Europejskim. W tych samych latach zasiadał także w zarządzie partii. W latach 1999–2002 był przewodniczącym delegacji do Wspólnej Komisji Parlamentarnej EOG. 23 lipca 2004 wybrany został na jednego z czternastu wiceprzewodniczących PE, w 2007 uzyskał reelekcję. 14 lipca 2009 ponownie wybrany został na zastępcę przewodniczącego Europarlamentu, startując przeciw oficjalnemu kandydatowi nowo powstałej grupy Europejscy Konserwatyści i Reformatorzy – Michałowi Kamińskiemu, za co został z grupy wykluczony. 16 lipca usunięto go także z Partii Konserwatywnej. Decyzję o kandydowaniu motywował m.in. swoją opinią o Michale Kamińskim, zarzucając mu antysemityzm.
W marcu 2010 przystąpił do Liberalnych Demokratów, a w maju tegoż roku do frakcji Porozumienia Liberałów i Demokratów na rzecz Europy.